# Johan Cruijff Schaal 2017
De wedstrijd om de Johan Cruijff Schaal 2017 werd op 5 augustus gespeeld. Het was de eerste keer dat de wedstrijd gespeeld werd in het stadion van de landskampioen. Landskampioen Feyenoord, bij aanvang tweevoudig winnaar en voor de negende keer deelnemer, trad aan tegen bekerwinnaar Vitesse, bij aanvang voor de eerste keer deelnemer.

## Wedstrijddetails
|                                                  |                                                                             |       |                                                        | |
| 5 augustus 2017 18:00 uur * Johan Cruijff Schaal | Feyenoord                                                                   | 1 – 1 | Vitesse                                                | De Kuip, Rotterdam Toeschouwers: 47.500 *** Scheidsrechter: Danny Makkelie Assistent-scheidsrechters: Mario Diks en Hessel Steegstra 4de official: Jochem Kamphuis Video-assistenten: Pol van Boekel ** en Siemen Mulder ** |
| 5 augustus 2017 18:00 uur * Johan Cruijff Schaal | Jens Toornstra 7' Jean-Paul Boëtius                                         |       | 58' (pen.) **** Alexander Büttner                      | De Kuip, Rotterdam Toeschouwers: 47.500 *** Scheidsrechter: Danny Makkelie Assistent-scheidsrechters: Mario Diks en Hessel Steegstra 4de official: Jochem Kamphuis Video-assistenten: Pol van Boekel ** en Siemen Mulder ** |
| 5 augustus 2017 18:00 uur * Johan Cruijff Schaal | Strafschoppen                                                               |       |                                                        | De Kuip, Rotterdam Toeschouwers: 47.500 *** Scheidsrechter: Danny Makkelie Assistent-scheidsrechters: Mario Diks en Hessel Steegstra 4de official: Jochem Kamphuis Video-assistenten: Pol van Boekel ** en Siemen Mulder ** |
| 5 augustus 2017 18:00 uur * Johan Cruijff Schaal | Jens Toornstra Jan-Arie van der Heijden Jean-Paul Boëtius Nicolai Jørgensen | 4 – 2 | Tim Matavž Milot Rashica Navarone Foor Charlie Colkett | De Kuip, Rotterdam Toeschouwers: 47.500 *** Scheidsrechter: Danny Makkelie Assistent-scheidsrechters: Mario Diks en Hessel Steegstra 4de official: Jochem Kamphuis Video-assistenten: Pol van Boekel ** en Siemen Mulder ** |

| Feyenoord | Vitesse |

|                          |    |                          |         |
|                          |    |                          |         |
| DM                       | 25 | Brad Jones               |         |
| RV                       | 17 | Kevin Diks               | 38' 77' |
| CV                       | 33 | / Eric Botteghin         |         |
| CV                       | 6  | Jan-Arie van der Heijden |         |
| LV                       | 5  | Ridgeciano Haps          |         |
| CM                       | 8  | / Karim El Ahmadi        | 58'     |
| CM                       | 10 | / Tonny Vilhena          |         |
| CM                       | 28 | Jens Toornstra           |         |
| RB                       | 19 | Steven Berghuis          | 74'     |
| SP                       | 9  | Nicolai Jørgensen        |         |
| LB                       | 7  | / Jean-Paul Boëtius      |         |
| Wisselspelers:           |    |                          |         |
| DM                       | 22 | Justin Bijlow            |         |
| DM                       | 30 | Ramon ten Hove           |         |
| VD                       | 4  | / Jerry St. Juste        |         |
| VD                       | 18 | / Miquel Nelom           |         |
| VD                       | 38 | / Gustavo Hamer          |         |
| MV                       | 20 | Renato Tapia             |         |
| MV                       | 21 | / Sofyan Amrabat         | 77'     |
| MV                       | 36 | / Emil Hansson           |         |
| AV                       | 14 | / Bilal Başacıkoğlu      | 74'     |
| AV                       | 29 | Michiel Kramer           |         |
| AV                       | 34 | Dylan Vente              |         |
| Coach:                   |    |                          |         |
| Giovanni van Bronckhorst |    |                          |         |

|                |    |                      |         |
|                |    |                      |         |
| DM             | 22 | Remco Pasveer        |         |
| RV             | 2  | / Fankaty Dabo       |         |
| CV             | 37 | Goeram Kasjia        |         |
| CV             | 6  | Arnold Kruiswijk     |         |
| LV             | 28 | Alexander Büttner    | 87'     |
| CM             | 10 | Thomas Bruns         | 71' 77' |
| CM             | 17 | Thulani Serero       |         |
| CM             | 25 | Navarone Foor        |         |
| RB             | 7  | Milot Rashica        |         |
| SP             | 9  | Tim Matavž           |         |
| LB             | 11 | Bryan Linssen        | 29'     |
| Wisselspelers: |    |                      |         |
| DM             | 21 | Michael Tørnes       |         |
| DM             | 24 | Jeroen Houwen        |         |
| VD             | 3  | Maikel van der Werff |         |
| VD             | 5  | Matt Miazga          |         |
| VD             | 29 | Julian Lelieveld     |         |
| VD             | 43 | Lassana Faye         | 87'     |
| MV             | 8  | Charlie Colkett      | 77'     |
| MV             | 19 | Mason Mount          |         |
| MV             | 23 | / Mukhtar Ali        |         |
| AV             | 16 | Mitchell van Bergen  |         |
| AV             | 47 | Lars ten Teije       |         |
| Coach:         |    |                      |         |
| Henk Fraser    |    |                      |         |

Bijz.: * De KNVB had de aanvangstijd van dit duel veranderd in 18:00 uur. De aanvankelijke aanvangstijd van dit duel was gepland om 20:00 uur.
** In deze wedstrijd werd er gebruikgemaakt van doellijntechnologie en van de video-assistenten (één video-assistent volgde de wedstrijd, de ander richtte zich op de herhalingen). Doordat de wedstrijd na 90 minuten in een gelijke stand eindigde, werd er direct overgegaan op het nemen van strafschoppen.
*** Vitesse nam geen supporters mee naar deze wedstrijd, omdat men meer dan 1200 kaarten wilde hebben. Tevens kreeg de club geen toestemming van de lokale driehoek in Rotterdam om meer kaarten te verkopen. Hierdoor voelde Vitesse zich figurant in een neutrale wedstrijd. Op 7 juli maakte de Supportersvereniging Vitesse (SV) bekend dat ze uit protest geen buskaarten ging verkopen voor de verplichte buscombi. Daardoor bleef het uitvak bij deze wedstrijd nagenoeg leeg. Het werd nog enigszins gevuld doordat alle Eredivisieclubs, met uitzondering van Ajax, uit protest 2 supporters afvaardigden die in eigen clubshirt in het uitvak plaats namen.
**** Scheidsrechter Makkelie besloot geen strafschop toe te kennen aan Vitesse. Na bestudering van de beelden, aangedragen door de video-assistenten, werd alsnog een strafschop toegekend.
| Johan Cruijff Schaal 2017 |
| ------------------------- |
| Feyenoord 3de titel       |